# Exoudun
Exoudun település Franciaországban, Deux-Sèvres megyében. Lakosainak száma 540 fő (2022. január 1.). Exoudun Avon, Bougon, Chenay, La Mothe-Saint-Héray, Sepvret és Prailles-La Couarde községekkel határos.

## Népesség
A település népességének változása:
| Lakosok száma | 625  | 611  | 604  | 576  | 572  | 567  | 558  | 549  | 540  |
|               | 2013 | 2015 | 2016 | 2017 | 2018 | 2019 | 2020 | 2021 | 2022 |